# Geert Jan van Oldenborgh
Geert Jan van Oldenborgh (22 octobre 1961 – 12 octobre 2021) est un climatologue et physicien néerlandais,,. Tout au long de sa carrière, il a étudié la modélisation climatique des événements météorologiques défavorables et est connu comme un pionnier de la science de l’attribution, sensibilisant le public à la manière dont le changement climatique est lié aux événements météorologiques extrêmes.
Il a également été le créateur d'une plateforme numérique, Climate Explorer, un référentiel de données météorologiques en ligne et une plateforme d'analyse des données climatiques.
Il a reçu l'Ordre du Lion des Pays-Bas en 2021. Il a également été nommé par Time comme l'une des 100 personnes les plus influentes de 2021.

## Biographie

### Formation
Geert Jan van Oldenborgh est né le 22 octobre 1961 à Rotterdam de Jan van Oldenborgh et Wil Lijbrink. Son père était avocat tandis que sa mère était psychanalyste ,.
Alors qu'il était à l'école aux Pays-Bas, il a reçu une bourse pour aller au Lester B. Pearson College à Victoria, en Colombie-Britannique, au Canada. Durant son séjour là-bas, il a étudié le chinois. Il a obtenu sa maîtrise en physique théorique à Université de Leyde aux Pays-Bas en 1986. Il a également étudié les mathématiques et le chinois à l'université. Il a obtenu son doctorat à l'Université d'Amsterdam et à l'Institut néerlandais de physique nucléaire et des hautes énergies en 1990.

### Carrière
Van Oldenborgh a commencé sa carrière d'enseignant et de chercheur à l'Université Ludwig Maximilian de Munich et à l'Institut Paul Scherrer en Suisse, où il a étudié les particules élémentaires avant de retourner à Leyde en 1994. Il a travaillé à l'Institut météorologique royal des Pays-Bas (KNMI) à partir de 1996 et comme professeur à l'Université d'Oxford à partir de 2019.
Durant son séjour au KNMI, il s'est concentré sur les moyens d'améliorer la précision des prévisions tout en étudiant le phénomène El Niño, le phénomène météorologique dans l'océan Pacifique qui se reproduit toutes les quelques années et perturbe les modèles météorologiques mondiaux. Il a également créé la plateforme numérique Climate Explorer, qui sert de référentiel numérique de vastes quantités de données liées au climat, notamment des mesures de température mondiale, des niveaux d'ozone, des niveaux de glace de mer, des mesures de précipitations, des températures océaniques et des enregistrements historiques de cyclones tropicaux et de sécheresses. Certaines données de la plateforme remontent au XIVe siècle. Son travail sur la plateforme numérique lui a valu le prix de la réussite technologique de la Société européenne de météorologie.
Au cours de sa carrière, il a rédigé plus de 150 articles évalués par des pairs sur de nombreux sujets de prévision météorologique, notamment les prévisions saisonnières, la modélisation climatique et l'attribution d'événements extrêmes. Il était connu comme un pionnier dans ce dernier domaine qui a joué un rôle déterminant dans la sensibilisation du public au lien entre le changement climatique et les phénomènes météorologiques extrêmes.
En collaboration avec la chercheuse allemande sur le climat Friederike Otto, il a développé une méthode permettant de déterminer le rôle du changement climatique peu après des catastrophes météorologiques majeures. Cela a conduit à la création de World Weather Attribution en 2014, un réseau international de climatologues et d'instituts,,
Avec d’autres scientifiques, Van Oldenborgh a contribué à l’étude des liens entre le changement climatique induit par les actions humaines et les événements catastrophiques tels que les sécheresses, les inondations, les incendies de forêt et les vagues de chaleur. Certains des événements que lui et ses collègues ont identifiés comme causés ou accentués par le changement climatique d'origine humaine comprennent les incendies de forêt suédois de 2018, les feux de brousse australiens, les vagues de chaleur européennes de 2019, les incendies de forêt sibériens de 2021 et les inondations européennes de 2021 en Europe.
L’une des études du groupe sur la canicule de 2021 dans l'Ouest de l'Amérique du Nord a révélé que ces événements étaient directement liés au changement climatique. Avant les travaux de Van Oldenborgh et d’autres chercheurs sur l’attribution des événements, l’opinion générale parmi les scientifiques était que les événements individuels ne pouvaient pas être attribués au changement climatique. Les travaux menés par Van Oldenborgh et ses pairs ont prouvé qu’ils le pouvaient.
Ses efforts ont également été déterminants pour réaliser certaines analyses attributives lorsque les événements étaient encore frais dans l'esprit des gens, ce qui a nécessité de raccourcir le processus en utilisant des modèles qui avaient déjà été exécutés plutôt que d'exécuter des modèles à partir de zéro, un processus qu'il a décrit comme une « précuisson ». Certaines de leurs études ont également été publiées avant une évaluation par les pairs, avec l’argument que les modèles et techniques de base avaient déjà été évalués par les pairs et publiés dans des revues scientifiques. Van Oldenborgh a contribué au rapport mondial 2013 du Groupe d'experts intergouvernemental sur l'évolution du climat.

### Vie personnelle
Van Oldenborgh a rencontré son épouse, Mandy, psychologue clinicienne et psychothérapeute en 1982. Le couple s'est marié en 1987 et ont eu trois fils.
En 2013, Van Oldenborgh a reçu un diagnostic de myélome multiple, également connu sous le nom de maladie de Kahler, une forme de cancer du sang. La maladie a progressé en 2019 et il en est décédé le 12 octobre 2021, à l'âge de 59 ans, à Gouda, Hollande-Méridionale,,,,,

## Récompenses
Pour ses travaux, il a reçu en 2021 l'Ordre du Lion des Pays-Bas et le Prix européen de réussite technologique. En septembre 2021, Time l'a nommé l'une des 100 personnes les plus influentes de 2021,,,,.